# 于皮
于皮（法語：Upie，法語發音：[ypi]）是法国德龙省的一个市镇，位于该省中部偏西，属于瓦朗斯区。

## 地理
于皮（44°48'17"N, 4°58'43"E）面积19.53 平方千米，位于法国奥弗涅-罗讷-阿尔卑斯大区德龙省，该省份为法国东南部内陆省份，北起顺时针与伊泽尔省、上阿尔卑斯省、上普罗旺斯阿尔卑斯省、沃克吕兹省和阿尔代什省接壤。
与于皮接壤的市镇（或旧市镇、城区）包括：阿莱克斯、厄尔、蒙梅朗、蒙图瓦松、乌尔什、沃纳韦-拉罗谢特。
于皮的时区为UTC+01:00、UTC+02:00（夏令时）。

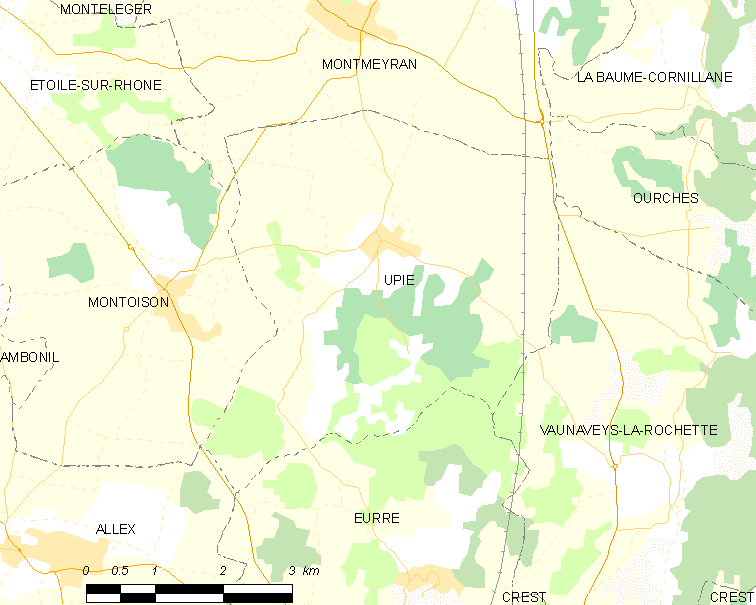
于皮的OSM定位图

## 行政
于皮的邮政编码为26120，INSEE市镇编码为26358。

## 政治
于皮所属的省级选区为克雷县。

## 人口

1962-2008年间于皮人口变化图示

于皮于2022年1月1日时的人口数量为1532人。